# فرانک شامروک
فرانک شامروک (انگلیسی: Frank Shamrock؛ زادهٔ ۸ دسامبر ۱۹۷۲) ورزشکار هنرهای رزمی ترکیبی اهل ایالات متحده آمریکا است.